# Loreto
Loreto é uma comuna italiana da região das Marcas, província de Ancona, com cerca de 11 261 habitantes. Estende-se por uma área de 17 km², tendo uma densidade populacional de 662 hab/km². Faz fronteira com Castelfidardo, Porto Recanati (MC), Recanati (MC).
É local célebre por ter um santuário mariano de peregrinação desde o século XIV, o Santuário da Santa Casa de Loreto, onde originou-se e difundiu-se para o mundo inteiro a chamada Ladainha Lauretana.

## Demografia
| Variação demográfica do município entre 1861 e 2011                               |
|                                                                                   |
| Fonte: Istituto Nazionale di Statistica (ISTAT) - Elaboração gráfica da Wikipedia |